# From Jewish Life
From Jewish Life és una obra per a piano i violoncel composta per Ernest Bloch el 1924 i dedicada al violoncel·lista Hans Kindler.

## Moviments
1. Prayer
2. Supplication
3. Jewish Song

## Origen i context
Bloch va compondre From Jewish Life a finals de 1924 mentre estava de vacances a Santa Fe, Nou Mèxic, just després d'acabar el seu període com a director de l'Institut de Música de Cleveland. Hans Kindler, el dedicatari, havia estrenat Schelomo el 1917. Bloch utilitza estructures musicals simples amb un ús de la modalitat askenazí de l'Europa de l'Est. Se n'han fet arranjaments per a clarinet i piano, i contrabaix i piano.
Com el títol indica, són tres fragments de la vida jueva, una continuació dels Three Pictures of Chassidic Life, Baal Shem per a violí i piano, compostes un any abans. Encara que no es basa en temes musicals jueus tradicionals, cada moviment busca captar un aspecte diferent de l'esperit jueu. L'emotiu primer moviment Prayer, és un clàssic conegut del repertori de violoncel.
Bloch va créixer a Ginebra en una família jueva amb una forta consciència de les seves tradicions. El seu pare es va formar com a rabí i el seu avi va ser el president de la comunitat jueva de Lengnau. Per tant, Ernest Bloch va conèixer la música de la sinagoga des de petit. Segons el pianista Jascha Nemtsov, Bloch «fins i tot utilitza alguns intervals de quart de to de l'Orient que sovint són característics de les cançons jueves tradicionals».